# Sokcho
Sokcho (în coreeană 속초시) este un oraș în sud-estul provinciei Gangwon-do, Coreea de Sud.